# ورزشکاه آلفهایم
ورزشکاه آلفهایم (به لاتین: Alfheim Stadion) یک ورزشگاه فوتبال در نروژ است که در ترومسو واقع شده‌است.